# (16945) 1998 HD46
A (16945) 1998 HD46 a Naprendszer kisbolygóövében található aszteroida. A LINEAR projekt keretében fedezték fel 1998. április 20-án.